# Diogmites bellardi
Diogmites bellardi är en tvåvingeart som först beskrevs av Stanley Willard Bromley 1929.  Diogmites bellardi ingår i släktet Diogmites och familjen rovflugor. Inga underarter finns listade i Catalogue of Life.